# Joana III de Navarra
Joana III de Navarra, também conhecida como Joana de Albret (em castelhano:  Juana, em francês:  Jeanne; Castelo de Saint-Germain-en-Laye, 7 de janeiro de 1528 — Paris, 9 de junho de 1572) foi rainha de Navarra entre 1555 e a sua morte.

## Família
Joana era a única filha dos reis Henrique II de Navarra e de Margarida de Angoulême. Seus avós paternos eram a rainha soberana de Navarra, Catarina de Foix e o rei jure uxoris João III de Navarra. Já seus avós maternos eram o conde Carlos d'Orléans-Angoulême e Luísa de Saboia, Duquesa de Némours.

## Casamento e posteridade
Foi educada por Nicolas de Bourbon l’Ancien, poeta neo-latino, primo de António de Bourbon, Duque de Vendôme, que viria a tornar-se seu cônjuge.
Seu primeiro marido foi o duque Guilherme de Jülich-Cleves-Berg, mas o casamento foi anulado em 1546 por ele ser protestante, tendo Guilherme se casado, posteriormente, com Maria de Habsburgo, arquiduquesa da Áustria, filha de Fernando I do Sacro Império Romano-Germânico e de Ana da Boêmia e Hungria.
Casou depois, em 1548, com António de Bourbon, Duque de Vendôme, e depois duque d'Albret.

## Descendência
De seu segundo casamento:
- Henrique de Bourbon, infante de Navarra (1551-1553), duque de Beaumont;
- Henrique de Bourbon (1553-1610), duque de Vendôme, tornou-se rei de Navarra como Henrique III (1572) e rei de França como Henrique IV (1589). Foi o primeiro Bourbon a tornar-se rei de França.
- Luis Carlos de Bourbon, infante de Navarra (1555-1557), conde de Marles;
- Madalena de Bourbon, infanta de Navarra (1556);
- Catarina de Bourbon (1559-1604), duquesa de Albret, condessa de Armagnac e Rodes, casou com Henrique II, duque da Lorena